# Slezské Pavlovice

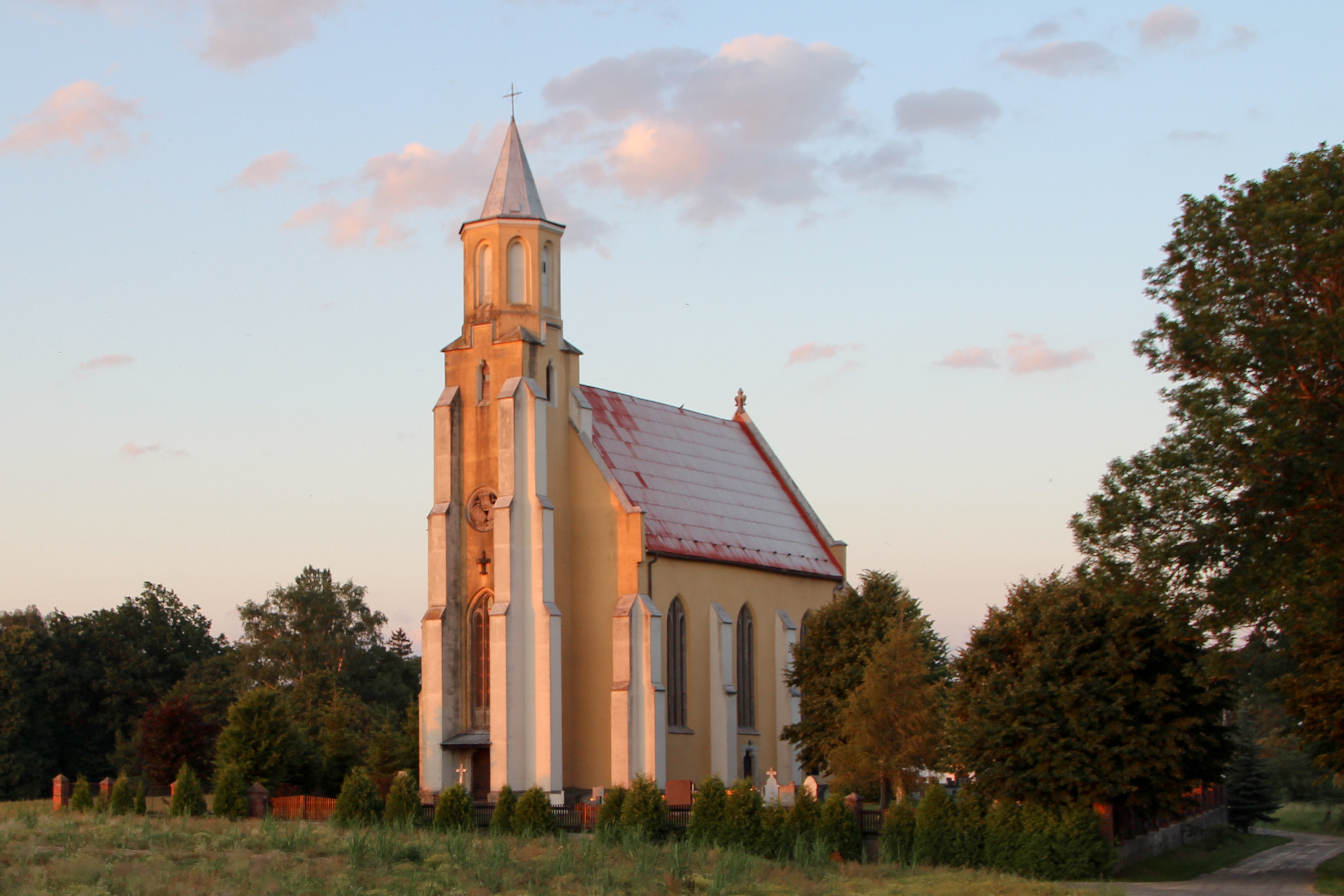
Kirche

Slezské Pavlovice, bis 1947 Německé Pavlovice (deutsch Deutsch Paulowitz, volkstümlich Deutsche Paulerei; polnisch Pawłowice Śląskie / Pawłowice Niemieckie) ist eine tschechische Gemeinde und liegt in Mährisch-Schlesien direkt an der polnischen Grenze. Die Gemeinde gehört zum Okres Bruntál, Verwaltungsaufgaben übernimmt die Stadt Krnov (Jägerndorf). Zum 25. März 2010 lebten im Dorf 203 Einwohner.

## Lage
Der Ort ist im Westen, Norden und Osten von polnischen Gemeinden umgeben (Lubrza / Leuber und Racławice Śląskie / Deutsch-Rasselwitz). Benachbarte Gemeinden im Süden sind Hlinka und Osoblaha / Hotzenplotz. Von der Bezirksstadt Bruntál (Freudenthal) ist der Ort 40 Kilometer entfernt, von der Regionshauptstadt Ostrava 67 Kilometer.
Landschaftlich liegt Slezské Pavlovice im äußersten Südosten des Mitteleuropäischen Tieflandes, hierbei im Troppau-Leobschützer Lösshügelland (tschechisch Opavská pahorkatina; polnisch Płaskowyż Głubczycki) und dem Hotzenplotzer Tiefland. Höchster Punkt des Gemeindegebietes ist bei der Schwedensäule (Švédský sloup / Szwedzki Słup) auf der nördlichen Staatsgrenze (257 Meter über dem Meeresspiegel). Das Gelände entwässert größtenteils zum Fluss Osoblaha / Ossa, einem linken Nebenfluss der Oder. Durch den südlichen Teil fließt der Bach Prudník, der durch die gleichnamige polnische Stadt (Neustadt O/S.) fließt und in die Osoblaha mündet. Weitere Gewässer sind der durch das Dorf fließende Pavlovický potok / Laufgraben, der den Teich Pavlovský rybník II aufstaut.
Die Flächennutzung der Gemeinde beträgt 84,5 Prozent landwirtschaftliche Fläche (77,5 Prozent Felder, 6 Prozent Wiesen), 1,5 Prozent Wald sowie 11,5 Prozent bebaute oder sonstige Flächen.

## Geschichte
→ Geschichte von Osoblaha
Die erste schriftliche Erwähnung von Paulowitz erfolgte im 1267 niedergeschriebenen Testament des Olmützer Bischofs Bruno von Schauenburg.
Das Dorf bildete ein bischöfliches Lehn, mit dem anfänglich die Herren von Füllstein belehnt waren.
Unter den Herren Stolz von Siesendorf erfolgte im 16. Jahrhundert eine Teilung des Gutes Deutsch Pawlowitz. Nach dem Tode des Johann Georg Stolz von Siesendorf fiel dessen Anteil 1609 heim und wurde für 3500 mährische Taler an Johann Georg Kottulinsky von Kottulin verkauft. Dieser kaufte im selben Jahr auch den anderen Anteil für ebenfalls 3500 mährische Taler auf und vereinigte beide Teile wieder. Kottulinsky erwarb 1611 noch das Gut Matzdorf und schloss es an Deutsch Pawlowitz an. Er vererbte beide Güter seinen Kindern. Nach einem erneuten Heimfall belehnte Bischof Leopold Wilhelm von Österreich 1641 seinen Hofsekretär Sebald von Vierbaum mit dem Gut Teutsch Paulowitz. Vierbaum hinterließ das Gut seinen Kindern, die nach 1670 eine Auseinandersetzung um das Erbe führten. 1684 kaufte Maximilian Bees von Chrostin das caduk gewordene Gut für 9500 Gulden. Nach dem Ersten Schlesischen Krieg wurde 1742 zu drei Seiten des Gutes die Grenze zu Preußisch Schlesien gezogen; lediglich im Süden war Teutsch Paulowitz noch mit österreichischem Gebiet verbunden. Die Familie Bees von Chrostin hielt Teutsch Paulowitz bis 1766 und verkaufte es schließlich für 22.000 Gulden an Johann von Mattencloit. Bis 1783 gehörte Teutsch Paulowitz – wie die anderen mährischen Enklaven – zum Prerauer Kreis, danach zum Troppauer Kreis.
Im Jahre 1835 bestand Deutsch-Paulowitz aus 79 Häusern mit 523 deutschsprachigen und katholischen Einwohnern, die vom Ackerbau und der Viehzucht lebten. Im Ort gab es eine Filialkirche mit zwei Ältären und Glocken, ein wohnliches Schloss mit Gärten und Stallungen, eine Meierei, eine Schäferei, eine Brauerei, eine Branntweinbrennerei, eine dreigängige Wassermühle und eine Erbrichterei. Pfarrort war Hotzenplotz. Der herrschaftliche Anteil der Nutzfläche umfasste 244 Joch Ackerland, 47 Joch Wiesen und 5 Joch Gärten; die Untertanen besaßen 643 Joch Ackerland, 89 Joch Wiesen und 21 Joch Gärten. Das Dorf war Teil der großen mährischen Enklave Hotzenplotz. Bis zur Mitte des 19. Jahrhunderts bildete Deutsch-Paulowitz ein Lehngut, dessen Besitzer die Freiherren von Mattencloit waren.
Nach der Aufhebung der Patrimonialherrschaften wurde Deutsch-Paulowitz / Německé Pavlovice ab 1849 zum Ortsteil der Gemeinde Glemkau im Gerichtsbezirk Hotzenplotz. 1869 löste sich Deutsch-Paulowitz von Glemkau los und bildete mit dem Weiler Hinterdörfel eine eigene Gemeinde, die im gleichen Jahr dem neu gebildeten Bezirk Jägerndorf zugeordnet wurde. Nach dem Ende des Ersten Weltkrieges 1918 wurde Deutsch-Paulowitz Teil der neugegründeten Tschechoslowakei.
Nach dem Münchner Abkommen wurde die Gemeinde Deutsch Paulowitz im Herbst 1938 dem Deutschen Reich zugesprochen und gehörte bis 1945 zum Landkreis Jägerndorf. Nach dem Ende des Zweiten Weltkrieges kam Německé Pavlovice zur Tschechoslowakei zurück. Die deutschsprachige Bevölkerung in dieser Zeit größtenteils vertrieben. 1947 erfolgte die Umbenennung in Slezské Pavlovice.  1958 erfolgte eine Grenzbereinigung zwischen der Tschechoslowakei und Polen.  Der Gemeinde Slezské Pavlovice wurde dabei ein westlich von Závsí zwischen den Bächen Prudník und Sádecký potok gelegener Zipfel Wiesenland von Dytmarów zugeordnet; im nördlichen Teil der Gemarkung wurden einige grenznahe Feldfluren einschließlich der Schwedensäule nach Laskowice bzw. Racławice Śląskie ausgegliedert. Im Zuge der Gebietsreform von 1960 wurde Slezské Pavlovice mit Beginn nach Osoblaha eingemeindet und zugleich dem Okres Bruntál zugeordnet. Der Ortsteil Závsí wurde in der zweiten Hälfte des 20. Jahrhunderts aufgegeben. Seit dem 24. November 1990 besteht die Gemeinde Slezské Pavlovice wieder.

### Bevölkerungsentwicklung
Die Einwohnerzahl von Slezské Pavlovice nach dem Zensus oder anderen Amtsverzeichnissen:
| Jahr      | 1835 | 1869 | 1880 | 1890 | 1900 | 1910 | 1921 | 1930 | 1950 | 1961 | 1970 | 1980 | 1991 | 2001 | 2011 |
| --------- | ---- | ---- | ---- | ---- | ---- | ---- | ---- | ---- | ---- | ---- | ---- | ---- | ---- | ---- | ---- |
| Einwohner | 523  | 555  | 580  | 531  | 497  | 497  | 437  | 427  | 231  | 295  | 260  | 246  | 213  | 189  | 195  |
| Häuser    | 79   | 79   | 81   | 77   | 76   | 82   | 81   | 87   | 69   | 50   | 39   | 43   | 46   | 48   | 45   |

1. ↑  davon: 428 Deutsche, 1 Tschechoslowake
2. ↑  davon: 0 Tschechoslowaken, 420 Deutsche; 426 röm.-kath., 1 evang.
3. ↑  davon: Závsí 32 Einw.
4. ↑  davon: 162 Tschechen, 1 Mährer, 21 Slowaken; 72 röm.-kath., 2 hussitisch, 1 orthodox, 103 ohne Bek.

In Slezské Pavlovice waren im Jahr 2010 58 Adressen registriert. Bei der Volkszählung 2001 wurden im Ort 48 Häuser gezählt, davon sind 39 dauerhaft bewohnt.

## Gemeindegliederung
Für die Gemeinde Slezské Pavlovice sind keine Ortsteile ausgewiesen. Slezské Pavlovice bildet eine Katastralgemeinde. Zu Slezské Pavlovice gehört die Wüstung Závsí (Hinterhäusel).

## Wappen
Das Gemeindewappen zeigt in einem goldenen Schild ein auf einer auf einer roten Kugel mit einer silbernen Lilie liegendes schwarzes Einhorn. Die Wappenfarben Gold, Schwarz und Rot sollen Schlesien symbolisieren, wobei der Ort aber stets zu Mähren gehört hatte. Die Lilie als Symbol findet sich in den ältesten Deutsch Paulowitzer Ortssiegeln von 1743 und 1796. Das Einhorn ist dem Wappen der Freiherren von Mattencloit entlehnt.

## Sehenswürdigkeiten
- Schloss Slezské Pavlovice, das spätbarocke Bauwerk entstand im letzten Viertel des 18. Jahrhunderts
- Kirche des hl. Andreas, neugotischer Bau aus der zweiten Hälfte des 19. Jahrhunderts
- Barocke Statue des hl. Johannes von Nepomuk, geschaffen in der zweiten Hälfte des 18. Jahrhunderts
- Schwedensäule, errichtet 1633 vom Grundherrn Johann Gottfried Kottulinsky von Kottulin zum Dank für den Abzug der schwedischen Truppen aus den Gütern des Bistums Olmütz. Sie steht an der historischen mährisch-schlesischen Grenze; seit der Grenzkorrektur von 1958 unmittelbar hinter der Staatsgrenze auf der polnischen Gemarkung Racławice Śląskie.
- Gedenkstein für die Gefallenen des Ersten Weltkriegs
- Naturreservat Džungle, Auwaldgebiet
- Naturreservat Osoblažský výběžek

## Persönlichkeiten
- Stanislaus Pavlovský von Pavlovitz († 2. Juni 1598), röm.-kath. Bischof von Olmütz
- Robert Micklitz (1818–1898), österreichischer Forstmann